# Minggatu
Minggatu (c. 1692-c. 1763), nombre completo Sharavyn Myangat, fue un astrónomo, matemático y científico topográfico mongol a la corte Qing. Su nombre de cortesía era Jing An (静安).
Minggatu nació en la Zhèng Bái Qí ("Bandiera con fondo bianco") (ahora en Xilin Gol, Mongolia Interior) del Imperio Qing. Su nombre apareció por primera vez en los registros oficiales chinos en 1713, entre el séquito del Emperador Kangxi, como shengyuan (estudiante subvencionado por el estado) de la Oficina Astronómica Imperial. Trabajó allí en un momento en que los misioneros jesuitas estaban a cargo de las reformas del calendario. También participó en el trabajo de recopilación y edición de tres libros muy importantes de astronomía y se unió al equipo de medición de áreas de China.
Desde 1724 hasta 1759, trabajó en el Observatorio Imperial. Participó en la redacción y edición del calendario y el estudio de la esfera armilar.
Su obra fundamental El método rápido para obtener la proporción precisa de la división de un círculo (chino: 割 圜 密 率 捷 法; pinyin: Gēyuán Mìlǜ Jiéfǎ), que fue completado después de su muerte por su hijo Mingshin, y otros estudiantes (entre ellos su alumno Chen Jihin y Zhang, un intendente en el ministro de finanzas), fue una contribución significativa al desarrollo de las matemáticas en China.
Fue la primera persona en China que calculó series infinitas y obtuvo más de 10 fórmulas. En la década de 1730, estableció y utilizó por primero lo que luego se conocería como números de Catalan. La influencia de los misioneros jesuitas se puede ver en muchos rastros de las matemáticas europeas en sus obras, incluido el uso de nociones euclidianas de proporciones continuas, suma, resta, multiplicación y división de series, reversión de series y el teorema del binomio. El trabajo de Minggatu es notable porque las expansiones en serie, trigonométricas y logarítmicas fueron aprehendidas algebraicamente e inductivamente sin la ayuda del cálculo diferencial e integral.
En 1742 participó en la revisión del Compendio de Astronomía Observacional y Computacional. En 1756, participó en la prospección del Kanato de Zungaria (renombrado Xinjiang), que fue incorporado al Imperio Qing por el Emperador Qianlong. Fue gracias a sus estudios geográficos en Xinjiang que se terminó el Atlas Completo del Imperio (el primer atlas de China elaborado con métodos científicos).
De 1760 a 1763, poco antes de su muerte, fue administrador de la Oficina Astronómica Imperial.

## Reconocimiento posterior
En 1910, el matemático japonés Yoshio Mikami mencionó que Minggatu fue el primer chino que entró en el campo de los métodos de investigación analítica.
El matemático Dr. PJ Larcombe de la Universidad de Derby publicó 7 artículos sobre Minggatu y su trabajo en 1999, incluido el estímulo del misionero jesuita Pierre Jartoux, quien trajo tres series infinitas a China a principios del siglo XVIII.
El 26 de mayo de 2002, el planeta menor 28242 recibió el nombre de Minggatu como 28242 Mingantu. La ceremonia de nominación y la reunión tradicional se llevaron a cabo en la ciudad natal de Minggatu en agosto de 2002. Más de 500 delegados y 20.000 residentes locales se reunieron para celebrar y se llevó a cabo una conferencia sobre "La contribución científica de Ming Antu". El gobierno chino nombró a la ciudad natal de Ming como "Ming Antu Town".